# Dola (Madhya Pradesh)
Dola é uma vila no distrito de Shahdol, no estado indiano de Madhya Pradesh.

## Demografia
Segundo o censo de 2001, Dola tinha uma população de 10 377 habitantes. Os indivíduos do sexo masculino constituem 52% da população e os do sexo feminino 48%. Dola tem uma taxa de literacia de 62%, superior à média nacional de 59,5%: a literacia no sexo masculino é de 70% e a literacia feminina de 53%. Em Dola, 14% da população está abaixo dos 6 anos de idade.